# Эрл, Робби
Роберт Фицджеральд «Робби» Эрл (англ. Robert Fitzgerald Earle; род. 27 января 1965, Ньюкасл-андер-Лайм, Стаффордшир) — английский и ямайский футболист.

## Клубная карьера
В 1982 году Робби Эрл начал играть за английский футбольный клуб «Порт Вейл», с 1991 года перешёл в «Уимблдон».

## Игра за сборную
Робби Эрл играл за сборную Ямайки с 1997 по 2000 годы, в том числе провёл все три матча островитян на чемпионате мира 1998 года во Франции.